# Hervidero y Plancha
Hervidero y Plancha är en ort i Mexiko.   Den ligger i kommunen Ocampo och delstaten Michoacán de Ocampo, i den södra delen av landet, 130 km väster om huvudstaden Mexico City. Hervidero y Plancha ligger 2 308 meter över havet och antalet invånare är 425.
Terrängen runt Hervidero y Plancha är kuperad åt sydväst, men åt nordost är den bergig. Runt Hervidero y Plancha är det ganska tätbefolkat, med 160 invånare per kvadratkilometer. Närmaste större samhälle är Ocampo, 4,5 km söder om Hervidero y Plancha. I omgivningarna runt Hervidero y Plancha växer huvudsakligen savannskog.